# Pica-pau-médio
O pica-pau-médio (Dendrocoptes medius)  é uma espécie de ave da família Picidae, pertencente ao género Dendrocoptes. A sua área de distribuição estende-se desde o norte de Espanha e França para leste até à Polónia e à Ucrânia; abrange também a Itália central (onde é localizado), a península dos Balcãs, a Lituânia, a Letónia, a Turquia, o Cáucaso e o Irão.